# Morris Twenty-Five
La Twenty-Five è un'autovettura di lusso prodotta dalla Morris dal 1936 al 1939. Ha sostituito la Twenty-One.
La Twenty-Five aveva installato un motore a sei cilindri in linea e valvole in testa da 3.485 cm³ di cilindrata e 90,3 CV di potenza; quindi, rispetto al modello antenato, la Twenty-Five aveva un propulsore più grande. Il motore della Twenty-Five è stato il più grande propulsore mai costruito dalla Morris. Il veicolo raggiungeva la velocità massima di 123 km/h. La Twenty-Five era disponibile con un solo tipo di carrozzeria, berlina quattro porte.
Nel 1939 la Twenty-Five fu tolta dal mercato senza essere sostituita da nessun modello.